# TIROS-1
TIROS-1 (ou TIROS-A) est le premier satellite météorologique opérationnel,, son prédécesseur, le Vanguard 2, n'ayant pu se stabiliser en orbite pour prendre des photos. Son nom provient de l’acronyme de Television Infrared Observation Satellite (TIROS) qui signifie en français Satellite d'observation télévision dans l'infrarouge. La NASA veut vérifier des appareils de prise de vue télévisée de l'atmosphère et des systèmes y évoluant. TIROS-1 est toujours en orbite en 2019.
La NASA lance TIROS-1, le premier satellite météorologique. TIROS-1 ne fonctionne que pendant 78 jours, mais prouve que des scientifiques peuvent surveiller les conditions météorologiques et la couverture nuageuse de la Terre depuis l'espace. Il est lancé le 1er avril 1960 depuis la base de lancement de Cap Canaveral en Floride et demeure opérationnel 75 jours. Durant ses 1302 révolutions, il envoie 22 592 photos, que les météorologues utilisent pour des prévisions quotidiennes. Son remplaçant, TIROS-2, est lancé le 23 novembre 1960 et est lui aussi toujours en orbite en 2008 bien que hors d'usage.

## Description

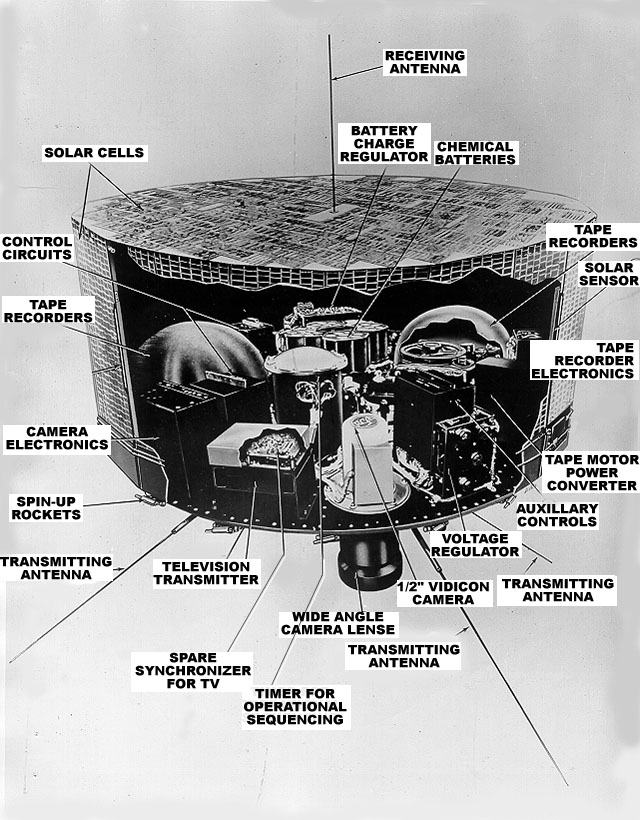
L'instrumentation de TIROS-1.

Le TIROS-1 lancé par la NASA à partir de la base de lancement de Cap Canaveral sur une orbite elliptique (693 km × 755 km) avec une période de 99,2 minutes, inclinée de 48,4° par rapport au plan de l'équateur. Il a une forme cylindrique à 18 côtés sur lesquels sont montés 9 200 cellules photovoltaïques en silicium. Il mesure 107 cm par 56 cm, incluant les objectifs. Il pèse 122,5 kilogrammes, incluant les accumulateurs nickel-cadmiun et le carburant solide pour des propulseurs stabilisant la rotation entre huit et douze rotations par minute.
TIROS-1 est équipé de deux caméras de télévision à balayage lent prenant des photos de la Terre sous le satellite, jusqu'à une photo toutes les dix secondes. Les caméras sont de construction robuste et pèsent moins de 2 kg, en incluant les objectifs. La première est équipée d'une objectif grand angle avec un champ de vision de 1 207 km de chaque côté du point sous le satellite et la seconde d'un zoom avec un angle de vision de 129 km.
La prise d'images est pré-programmée et les photos sont emmagasinées sur deux unités à bande magnétique, une pour chaque caméra, pour diffusion ultérieure lorsque le satellite est éloigné d'une antenne réceptrice. Chaque ruban mesurait 122 mètres de long, soit assez pour enregistrer 32 photos. Par contre, les images sont envoyées en direct lors du passage au-dessus d'une station de réception et le contrôle au sol peut alors commander de prendre des photos chaque 10 ou 30 secondes.

## Réception

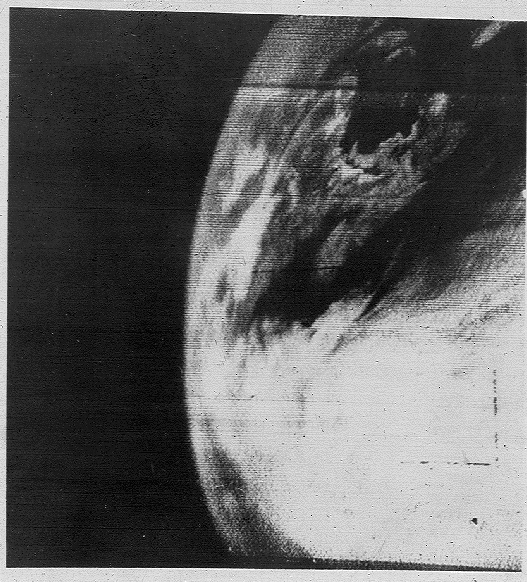
La première image de télévision depuis l’espace.

Deux stations terriennes reçoivent les données de TIROS-1. La première, située à Belmar (New Jersey), appartient au Army Signal Corps (corps de transmission de l'Armée américaine) et la seconde, à Kaena Point (Hawaï), à la US Air Force. Une troisième station, à Hightstown (New Jersey), sert en cas de non disponibilité d'une des deux premières, elle appartient à la firme Radio Corporation of America (RCA) qui a construit le satellite.
Les données transmises depuis le satellite sont captées par l'une ou l'autre des stations, puis enregistrées sur des films 35 mm pour reproduction ultérieure. Les techniciens en météorologie analysent les couvertures nuageuses à partir de ces photos et produisent des cartes, à la main, afin d'être envoyés par télécopieur au centre météorologique principal du National Weather Service près de Washington, D.C. Ce n'est qu'en 1962, avec les TIROS-4 et 5, que les photos sont envoyées directement au centre principal et à certains bureaux à travers les États-Unis.